# Banaran (Delanggu)
Banaran is een bestuurslaag in het regentschap Klaten van de provincie Midden-Java, Indonesië. Banaran telt 2075 inwoners (volkstelling 2010).